# Jedle šensijská
Jedle šensijská (Abies chensiensis) je jehličnatý strom z čeledi borovicovité. Je to horská dřevina, rostoucí v Číně, Tibetu a Indii.

## Popis
Jedle šensijská je stálezelený jehličnatý strom s kuželovitou korunou, dorůstající výšky až 50 m. Borka je zprvu hladká a tmavošedá, později podélně rozbrázděná. Pupeny jsou válcovité či vejčité 10 mm dlouhé a 6 mm široké, červenohnědé. Letorosty jsou žlutošedé, rýhované. Jehlice jsou 1,5-4,8 cm dlouhé a 2,5-3 mm široké, tmavozelené. Samčí šištice jsou 10 mm dlouhé. Šišky jsou válcovité, 7-10 cm dlouhé a 3-4 cm široké, zpočátku zelené, později hnědé. Semena jsou hnědá, 10 mm dlouhá a 5 mm široká s 20 mm hnědým křídlem.

## Příbuznost
Jedle šensijská existuje ve 3 poddruzích:
- Abies chensiensis subsp. chensiensis
- Abies chensiensis subsp. salouenensis
- Abies chensiensis subsp. yulongxueshanensis.

## Výskyt
Domovinou stromu je Čína (provincie Jün-nan, S’-čchuan, Chu-pej, Kan-su), Tibet a Indie (stát Arunáčalpradéš).

## Ekologie
Strom roste v horách v nadmořských výškách 2100-3500 m, na šedohnědých horských podzolech, hnědozemi a lithozolech. Půda je mírně kyselá až neutrální (pH 6,1-7,5). Požadavky na vodu střední. Strom má rád přímé oslunění. Klima vlhké a studené. Mrazuvzdorný do minus 23 stupňů celsia.

## Využití člověkem
Zřídka využíván, někdy kvůli dřevu.

## Ohrožení
Strom není ohrožen, v některých oblastech jeho populace klesá pro kácení.